# Kaltenbachiella japonica
Kaltenbachiella japonica är en insektsart. Kaltenbachiella japonica ingår i släktet Kaltenbachiella och familjen långrörsbladlöss. Inga underarter finns listade i Catalogue of Life.